# ラリッサ (小惑星)
ラリッサ (1162 Larissa) は、小惑星帯外縁部の小惑星である。カール・ラインムートがハイデルベルクのケーニッヒシュトゥール天文台で発見した。
ギリシャ、テッサリア地方のラリサ (Larisa) に因んで名付けられた。